# 牛鬼蛇神录
《牛鬼蛇神录——文革囚禁中的精灵》是杨小凯回忆录，讲述文革时期他在长沙坐牢时认识的二十多个人物的故事。1994年出版，1997年、2016年再版。英文版本名为《Captive Spirits: Prisoners of the Cultural Revolution》，斯坦福大学出版社1997年出版。杨小凯自序说，英文版和中文版内容差别相当大，是“两本独立的书”。多数章节曾以《狱中回忆》为名在《北京之春》杂志上连载。

## 评论
- 胡平：“我这一代人所写的有关文革的最优秀的著作之一，也是中国人写的有关中国古拉格的最优秀的著作之一。”[1]
- 余杰：“这本回忆录通过一个个鲜活的故事，为后世的历史学家、政治学家和社会学家提供了中国当代思想史的第一手材料。”[2]
- 刘瑜：“我读过不少关于‘文革’的回忆录，其中《牛鬼蛇神录》是最奇特的一本。不，奇特这个词不够，更确切的词是荡气回肠。”[3]